# Germaringen
Germaringen – miejscowość i gmina w południowych Niemczech, w kraju związkowym Bawaria, w rejencji Szwabia, w regionie Allgäu, w powiecie Ostallgäu. Leży w Allgäu, około 15 km na północ od Marktoberdorfu.

## Demografia
| Rok  | Liczba mieszk. |
| ---- | -------------- |
| 1970 | 2 388          |
| 1987 | 2 814          |
| 2000 | 3 668          |
| 2005 | 3 818          |

## Polityka
Wójtem gminy jest Kaspar Rager, w skład rady gminy wchodzi 16 osób.
|      | Bürgerblock Obergermaringen | FWG Untergermaringen | FWG Ketterschwang | Razem |
| 2008 | 10                          | 4                    | 2                 | 16    |
| 2002 | 10                          | 4                    | 2                 | 16    |

## Oświata
W gminie znajduje się przedszkole (175 miejsc i 144 dzieci) oraz szkoła podstawowa (29 nauczycieli i 536 uczniów).